# Winzerhaus Augustusweg 96 (Radebeul)
Das Winzerhaus auf dem Augustusweg 96 ist ein zweigeschossiges, mitsamt der Einfriedung unter Denkmalschutz stehendes Wohnhaus im Stadtteil Oberlößnitz der sächsischen Stadt Radebeul. Das Anwesen  steht am Fuße der Weinberge der Lage Radebeuler Goldener Wagen innerhalb des  Denkmalschutzgebiets Historische Weinberglandschaft Radebeul und im Landschaftsschutzgebiet Lößnitz.

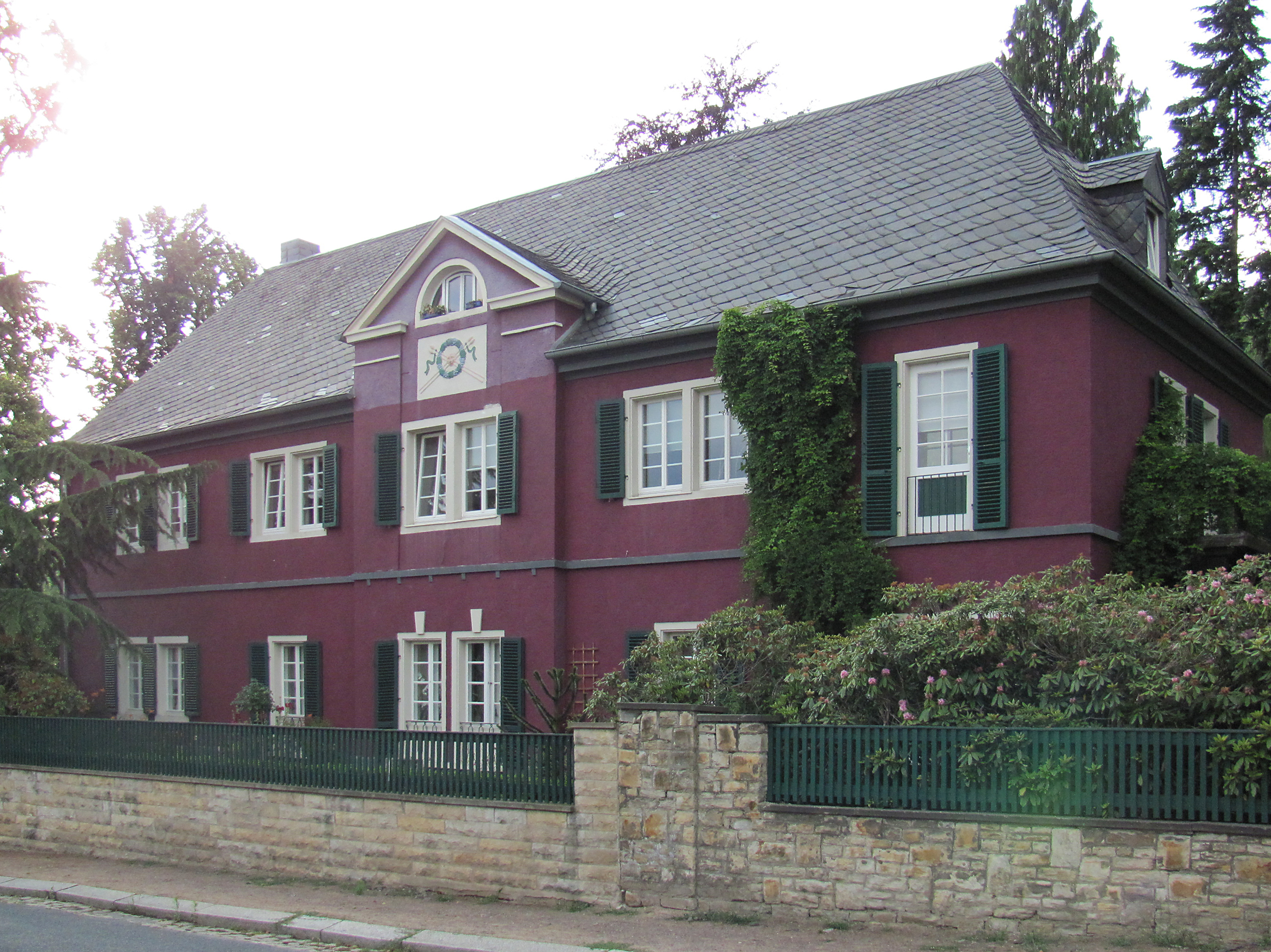
Winzerhaus Augustusweg 96

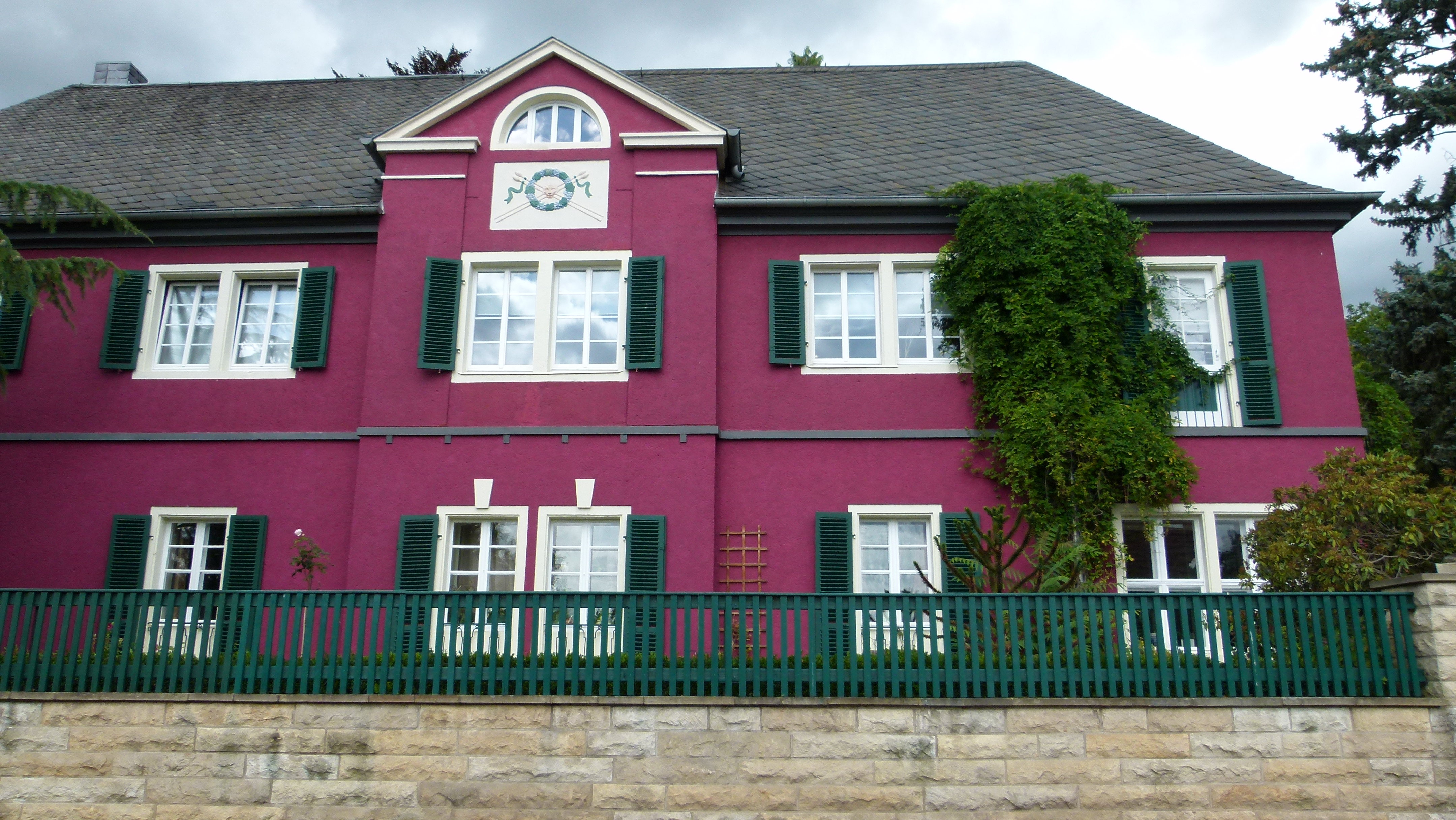
Winzerhaus Augustusweg 96

## Beschreibung

Augustusweg 76 bis 114 unterhalb der nördlich gelegenen, verwaldeten Steillage. Das Winzerhaus im Augustusweg 96 liegt etwas links der Bildmitte, unten an der Straße. Es ist an seiner violetten Farbe zu erkennen.

Das geputzte zweigeschossige Gebäude mit Mittelrisalit, Dreiecksgiebel und schiefergedecktem Walmdach steht mit seiner Traufseite parallel zum Augustusweg. Im Dreiecksgiebel befinden sich ein halbrundes Fenster und darunter ein sich auf den Weinbau beziehendes Relief mit Löwenkopf. An den Fenstern sind Klappläden angebracht.
In der rechten Seitenansicht befindet sich ein Holzbalkon. Auf der Rückseite stehen Anbauten.

## Geschichte
Das Kernhaus wurde um 1800 erbaut. 1880 erfolgte ein Anbau für eine Küche und der Umbau des Hauses und 1902 die Aufstockung des Anbaus.
Nach dem Entwurf von Albert Patitz erfolgte durch den Baumeister Max Umlauft zwischen 1945 und 1947 die Beseitigung von Kriegsschäden. In dieser Zeit erfolgte auch die Einfriedung durch bruchraue Sandsteinmauern und die Gartengestaltung.